# Братська могила «Воїн з автоматом»
Братська могила «Воїн з автоматом». Пам’ятка знаходиться по вул. Абрикосова, 2, селища Зелене Інгулецького району м. Кривий Ріг. 

## Передісторія
Пам’ятка пов’язана з подіями Другої світової війни. 3 березня 1944 р. війська 8-ї гвардійської армії визволили від окупантів селище Зелене. У березні 1944 року загиблі радянські бійці були поховані у братській могилі. У 1955 р. з інших поховань в існуючу братську могилу були перепоховані воїни, що загинули при визволенні селища Зелене. У 1965 році на місці захоронення було встановлено пам’ятник та меморіальні плити, виробництва Одеської художньої майстерні.   
Рішенням Дніпропетровського облвиконкому від 12.01.1978 р. № 25 пам’ятка була взята на державний облік з охоронним номером 1926. 
Згідно з даними Інгулецького райвійськкомату за 1992 р., опублікованими на сайті  https://www.webcitation.org/67YAQ3miH?url=http://www.obd-memorial.ru/, в братській могилі поховано 85 воїнів-визволителів. Встановлено 42 прізвища загиблих військовослужбовців. 

## Пам’ятка

Братська могила "Воїн з автоматом"

Скульптура у вигляді молодого воїна, що в правій руці тримає букет квітів, а в лівій – автомат.  Боєць одягнений в шинель, плащ-намет та чоботи. Скульптура виготовлена з залізобетону. Висота фігури 1,8 м. Постамент з цегли, розмірами 1,4х1,4 м, висотою 1,30 м. Загальна висота з постаментом 3,75 м. Основа постаменту розмірами 2,4х1,90 м з цегли, вкрита бетоном. Скульптура пофарбована в сріблястий колір. На передній частині постаменту знаходяться три плити з сірого полірованого граніту, вмонтовані в залізну прямокутну обойму розмірами 1,5х1,0х0,05 м. На плитах викарбувані і пофарбовані у жовтий колір прізвища, ініціали, звання та дати загибелі радянських воїнів. На середній пліті розміщено напис російською мовою: 
«Воины погибшие при освобождении пос. Зеленое в марте 1944 года». На цій же плиті знизу, а на крайніх – вгорі, намальовані червоні зірки. Плити між собою з’єднані бетонним розчином, зафарбованим сріблястим кольором. Меморіальна плита з «крихти», розмірами 2,9х1,20 м, без написів. Однією короткою стороною плита торкається низу постаменту з фігурою воїна, другою направлена в бік Вічного вогню. Шість меморіальних плит з «крихти» розмірами 1,45х0,85 м, лежать по три з обох боків паралельно гранітній меморіальній плиті й одна одній. Відстані між плитами 0,3 м. Плити пофарбовані темно-сірою фарбою, на кожній у верхній частині намальовані червоні зірки. Вічний вогонь являє собою об’ємну металеву зірку, розмірами 0,5х0,5 м, висотою 0,10 м, з отвором для вогню діаметром 0,10 м. Зірка червоного кольору. Вічний вогонь розташовується на відстані 0,15 м від центральної меморіальної плити. Дві залізобетонні плити розмірами 2,90х1,10х0,15 м, на основах з цегли, розмірами 3,20х0,40 м, висотою 0,40 м, розташовуються по обидві сторони від постаменту впритиск до нього на рівні меморіальних плит з іменами. На плитах, пофарбованих сірим, нанесені дати – цифрові написи: «1941» (на лівій); «1945» (на правій). Цифри заглиблені на 1 см і зафарбовані червоним кольором.